# Niki Reiser
Niki Reiser (* 12. Mai 1958 in Reinach AG) ist ein Schweizer Musiker und Filmkomponist.
Niki Reiser ist einer der bekanntesten Filmkomponisten des deutschsprachigen Raums. Sein Debüt als Filmkomponist war die Musik für Du mich auch (1986) von Dani Levy, für dessen Filme er bis heute sämtliche Musik schrieb.

## Leben
Niki Reiser wurde 1958 im Aargau in der Schweiz als Sohn einer Krankenschwester und eines Pfarrers geboren. Ehe er mit zwölf Jahren nach Basel zog, wo er seitdem wohnt, verbrachte er vier Jahre in Schaffhausen. Neben klassischem Unterricht auf der Flöte erfand er schon als Kind eigene Melodien auf dem Klavier. In seiner Jugend spielte er in verschiedenen Bands, komponierte die Stücke und vertonte Theateraufführungen an der Schule.
In den 1970er Jahren studierte Reiser klassische Musik mit Schwerpunkt Flöte in Basel. Von 1980 bis 1984 studierte er in Boston an der Berklee School of Music Jazz und Klassik mit dem Schwerpunkt Filmmusik. 1984 bis 1986 war Reiser teilweise wieder in Europa, besonders in der Schweiz, wo er seine Ausbildung in Komposition in Basel vertiefte. In Workshops in den USA lernte er Ennio Morricone und Jerry Goldsmith kennen. In dieser Zeit komponierte er in den USA seine ersten Stücke für einige Filme. In dieser Zeit tourte er ausserdem als Jazzflötist mit dem Ensemble People, welches er selbst mitbegründet hatte.
1986 zog Reiser wieder zurück nach Europa, wo er dem Regisseur Dani Levy begegnete und für dessen ersten Film Du mich auch die Musik komponierte. Der Film wurde in ganz Europa ein überraschender Erfolg und wurde 1987 an den Internationalen Filmfestspielen von Cannes für die Goldene Palme nominiert. Aus dieser Begegnung mit Levy entstand eine Freundschaft, welche sich unter anderem darin auszeichnet, dass Reiser sämtliche Musik zu Levys Filmen komponierte.
Zu dieser Zeit trat Reiser der Klezmer-Band Kol Simcha als Flötist bei und komponierte einige Stücke. Mit der Band war er in der Zeit von 1991 bis 1993 und von 1997 bis 1999 zweimal auf Welttournee, wo sie unter anderem in der Carnegie Hall und am Montreux Jazz Festival auftraten.
Die Berufe Musiker und Filmkomponist parallel auszuüben, wurde für Reiser unmöglich, als er mit Levys Filmen bekannt wurde und bereits mit anderen Filmen Erfolg hatte. Reiser entschied sich, nur noch Filmmusik zu schreiben. Neben der Arbeit mit Levy komponierte er unter anderem auch für Caroline Link, die er 1996 zum ersten Mal traf. Mit der Musik für deren ersten Film Jenseits der Stille hatte er seinen Durchbruch. Für ihren Film Nirgendwo in Afrika studierte Reiser für einige Zeit in Nairobi die afrikanische Musik. Neben Kino- und TV-Filmen schrieb er auch Musik fürs Theater. 2009 brachte Reiser die erneute Zusammenarbeit mit Link an dem Spielfilm Im Winter ein Jahr den Preis der deutschen Filmkritik und einen weiteren Deutschen Filmpreis ein.
Heute hat er sein Musikstudio im Idee und Klang Studio, mit dem er regelmässig zusammenarbeitet, in Basel im Gundeldingerfeld.
Niki Reiser war 2003 eines der Gründungsmitglieder der Deutschen Filmakademie. Er engagierte sich in den ersten Jahren auch im Vorstand der Deutschen Filmakademie.

## Filmografie
- 1986: Du mich auch – Regie: Anja Franke, Dani Levy, Helmut Berger
- 1986: Die Nacht der lebenden Schäffchen (Kurzfilm) – Regie: Walder, Zago
- 1989: RobbyKallePaul – Regie: Dani Levy
- 1989: Abgeschleppt – Regie: Dani Levy
- 1991: I Was on Mars – Regie: Dani Levy
- 1993: Anna annA – Regie: Jürgen Brauer, Greti Kläy
- 1994: Keiner liebt mich – Regie: Doris Dörrie
- 1994: Wilder Hunger (Kurzfilm) – Regie: Hercli Bundi
- 1995: Surprise! (Kurzfilm) – Regie: Veit Helmer
- 1995: Stille Nacht – Ein Fest der Liebe – Regie: Dani Levy
- 1996: Jenseits der Stille – Regie: Caroline Link
- 1996: Liebling vergiß die Socken nicht – Regie: Tobias Meinecke
- 1996: Halbe Herzen (Kurzfilm) – Regie: László I. Kish
- 1997: Im Namen der Unschuld – Regie: Andreas Kleinert
- 1998: Meschugge – Regie: Dani Levy
- 1998: Das Trio – Regie: Hermine Huntgeburth
- 1999: Das Geheimnis der Sicherheit
- 1999: Pünktchen und Anton – Regie: Caroline Link
- 2000: Kalt ist der Abendhauch – Regie: Rainer Kaufmann
- 2000: Ein todsicheres Geschäft – Regie: Matthias X. Oberg
- 2001: Heaven (nur Teile) – Regie: Tom Tykwer
- 2001: Nirgendwo in Afrika – Regie: Caroline Link
- 2001: Heidi – Regie: Markus Imboden
- 2002: Das fliegende Klassenzimmer – Regie: Tomy Wigand
- 2002: Väter – Regie: Dani Levy
- 2003: Bouillabaisse – Regie: Frank Papenbroock
- 2004: Alles auf Zucker! – Regie: Dani Levy
- 2004: Sommersturm – Regie: Marco Kreuzpaintner
- 2005: Die weiße Massai – Regie: Hermine Huntgeburth
- 2006: Liebesleben – Regie: Maria Schrader
- 2007: Mein Führer – Die wirklich wahrste Wahrheit über Adolf Hitler – Regie: Dani Levy
- 2008: Im Winter ein Jahr – Regie: Caroline Link
- 2009: Maria, ihm schmeckt’s nicht! – Regie: Neele Leana Vollmar
- 2009: Die Wilden Hühner und das Leben – Regie: Vivian Naefe
- 2010: Das Leben ist zu lang – Regie: Dani Levy
- 2011: Das Blaue vom Himmel – Regie: Hans Steinbichler
- 2012: Die Abenteuer des Huck Finn
- 2013: Exit Marrakech – Regie: Caroline Link
- 2013: Das kleine Gespenst – Regie: Alain Gsponer
- 2014: Im Labyrinth des Schweigens – Regie: Giulio Ricciarelli
- 2015: Der Liebling des Himmels – Regie: Dani Levy
- 2015: Heidi – Regie: Alain Gsponer
- 2016: Die Welt der Wunderlichs – Regie: Dani Levy
- 2018: Tatort: Die Musik stirbt zuletzt Regie: Dani Levy
- 2018: Der Junge muss an die frische Luft – Regie: Caroline Link
- 2020: La Vie me va bien (Kinofilm) – Regie Al Hadi Ulad Mohand
- 2020: Die Känguru-Chroniken – Regie: Dani Levy
- 2022: Der Räuber Hotzenplotz – Regie: Michael Krummenacher
- 2022: Safe (Fernsehserie) – Regie: Caroline Link
- 2022: Der Scheich (Fernsehserie) – Regie:Dani Levy

## Auszeichnungen
- 1997 Bayerischer Filmpreis für Jenseits der Stille
- 1997 Deutscher Filmpreis für Jenseits der Stille
- 1999 Deutscher Filmpreis für Meschugge und Pünktchen und Anton
- 2001 Filmmusikpreis der SUISA für Kalt ist der Abendhauch
- 2002 Deutscher Filmpreis für Nirgendwo in Afrika
- 2004 Preis der deutschen Filmkritik für Das fliegende Klassenzimmer
- 2005 Deutscher Filmpreis für Alles auf Zucker!
- 2005 Rheingau Musikpreis
- 2008 Bayerischer Filmpreis für Liebesleben
- 2009 Preis der deutschen Filmkritik für Im Winter ein Jahr
- 2009 Deutschen Filmpreis für Im Winter ein Jahr
- 2011 Filmmusikpreis der Fondation SUISA für Das Blaue vom Himmel
- 2016 Filmmusikpreis der Fondation SUISA für Heidi
- 2020 Kulturpreis der Stadt Basel
- 2022 Deutscher Filmmusikpreis in der Kategorie Beste Musik im Film für Der Räuber Hotzenplotz[3]